# Андреев, Михаил Александрович (генерал-майор)
Михаил Александрович Андреев (1906, Митьковка, Черниговская губерния—1971, Москва) — начальник отдела правительственной связи НКВД СССР, генерал-майор (1945).

## Биография
Родился в русской семье рабочего-каменщика. В 1919 году окончил школу 1-й ступени в Митьковке, после чего работал в Митьковке: чернорабочим на лесных и торфяных разработках (1919—1921), батрачил у кулака Беляева (1921—1922). В 1923—1925 годы батрачил у кулака Ольховского в д. Побожаевка Новозыбковского уезда. С мая 1959 года работал в пос. Климов Новозыбковского уезда: курьером почтово-телеграфного отделения, с января 1926 — электромонтёром почтово-телеграфного отделения.
С сентября 1928 по ноябрь 1930 года служил в РККА рядовым отдельной роты связи 8-й стрелковой дивизии, после чего работал электромонтёром оружейного завода № 10 в Ижевске. В октябре 1931 года вступил в ВКП(б).
С декабря 1932 года учился на Ижевском индустриальном рабфаке, по окончании которого поступил в Военно-механический институт (Ленинград), который окончил в марте 1938.
С 1938 года служил в органах НКВД—НКГБ—МВД:
- март — октябрь 1938 — слушатель ЦШ ГУГБ НКВД;
- октябрь 1938 — 4.9.1939 — сотрудник НКВД СССР;
- с 4.9.1939 — следователь (с 14.5.40 — старший следователь) следственной части Главного экономического управления НКВД СССР;
- 7.3.1941 — 12.8.1941 — помощник начальника 2 отдела следственной части НКГБ СССР;
- 5.9.41 — 14.11.1941 — начальник 1-го отделения 7-го спецотдела НКВД СССР;
- 14.11.1941 — 14.11.1942 — начальник отделения по миномётному вооружению 7-го спецотдела НКВД СССР[3].

С 26 февраля по 31 июля 1942 — начальник Управления НКВД по Кировской области, старший лейтенант государственной безопасности.
- 14 ноября — 27 декабря 1942 — заместитель начальника следственной части Экономического управления НКВД СССР[2][3][6];
- 27.12.1942 — 12.04.1946 — начальник Отдела правительственной связи НКВД СССР (с марта 1946 — МВД СССР)[2][3][7];
- 12.04.1946 — 29.07.1946 — в действующем резерве МВД СССР[2][3];
- 8.3.1946 — октябрь 1947 — уполномоченный Совета министров СССР при лаборатории № 3 1-го главного управления при Совете министров СССР[2][3];

26 октября 1947 арестован за «враждебную деятельность» (развал работы Отдела правительственной связи НКВД и нарушение секретности переговоров по ВЧ-связи). Находился под следствием в МГБ СССР; решением ОСО МГБ 13.02.52 «за преступно-халатное» отношение к обязанностям начальника Отдела правительственной связи в срок наказания зачтено предварительное заключение, освобождён из-под стражи 16 февраля 1952.
По 1954 год не работал, жил в Москве. 20 марта 1954 реабилитирован определением ВКВС СССР. По 11 июня 1956 года состоял в действующем резерве МВД СССР, после чего был уволен в связи с переходом на работу в другое министерство.

### Звания
- 25.02.1939 лейтенант государственной безопасности[2];
- 14.03.1940 старший лейтенант государственной безопасности[2];
- 23.04.1942 капитан государственной безопасности[2][3];
- 27.12.1942 майор государственной безопасности[3][9];
- 14.02.1943 полковник государственной безопасности[3][7];
- 14.12.1944 комиссар государственной безопасности[3][7];
- 09.07.1945 генерал-майор[3][4][7].

## Награды
- орден «Знак Почёта» (16.04.1942)[2];
- два ордена Красного Знамени (25.12.1943, 22.08.1944)[2];
- знак «Заслуженный работник НКВД» (24.11.1944)[2];
- орден Отечественной войны 1-й степени (24.02.1945)[10] — за обслуживание проведения Ялтинской конференции[11];
- орден Кутузова 2-й степени (10.06.1945)[2];
- медали.